# Málaga
Málaga (i antikken "Malaca") er en havneby i Andalusien i det sydlige Spanien. Málaga, der ligger på Costa del Sol-kysten, er hovedbyen i provinsen Málaga. Den har et indbyggertal på 591.637 (2024) indbyggere og er dermed den 6. største by i Spanien, efter Madrid, Barcelona, Valencia, Sevilla og Zaragoza. Floden Guadalmedina flyder gennem byen og deler den i to, hvor den gamle bykerne ligger på flodens venstre bred.
De dominerende erhverv i byen er vinhandel, olivenolieproduktion, sukkerfabrikation samt sæbe- og tekstilindustri. Byens havn eksporterer særlig mandler, kork, svovl og salt.
Byen besidder en af Spaniens største lufthavne, en handelshavn og et universitet. På grund af dens klima er byen et af Spaniens vigtigste turistmål.
Málaga ligger ved den vestlige del af Middelhavet, ved Costa del Sol. Byen der er omgivet af bugten med samme navn er omgivet af bjergerne Sierra de Mijas og Montes de Málaga. Gennem byen flyder floderne Guadalmedina og Guadalhorce, som begge munder ud i Middelhavet.
Byen deles i en nord-syd-akse af floden Guadalmedina. På østsiden af floden, ligger den gamle by med mange seværdigheder, og vest for floden indkøbscentre og hovedbanegården. Málaga er opdelt i 10 store bydele med Centro, Este, Ciudad Jardín, Bailén/Miraflores, Palma/Palmilla, Cruz de Humilladero, Carretera de Cádiz, Churriana, Campanillas og Puerto de la Torre, der igen er opdelt i hundrede mindre Barrios, som er opdelt i bo og industriområder.

## Klima
Byen har et behageligt middelhavsklima med varme sommer- og milde vintermåneder. Den relative nærhed af bjergene har indflydelse på kystklimaet gennem mødet med forskellige tempererede luftmasser. Den årlige gennemsnitstemperatur er 18 °C. De varmeste måneder er juli og august med gennemsnitlig 24 °C henholdsvis 25 °C og de koldeste januar og februar med 11 °C henholdsvis 12,8 °C i middel.
Sommermånederne er tørre og varme, temperaturerne ligger omkring de 30 °C. I sommermånederne kan der jævnlig forekomme terral-indflydelse. Terral er en fønvind, der fra nord trænger ind i centrum og i de østlige bydele og sørger for en temperaturforhøjelse fra ca. 10 °C, med en meget tør luft. Terral-indflydelsen varer ca. tre dage og ender mest med en kølig østenvind. I juli og august er det almindeligt med terraldage med temperaturer på omkring 35 °C. I juli og august 2008 blev der talt 23 terraldage, med eftermiddagstemperaturer på over 40 °C.
Vejret er i vinterhalvåret meget vekslende med længere regnperioder, der mest forekommer omkring årsskiftet, men sjælden over et længere tidsrum. Om vinteren er dagstemperaturene ofte omkring 15 °C, mens resten af Europa har minusgrader. I sommerhalvåret er det normalt med flere uger uden nedbør.

## Historie
Malaga, med navnet ‘Malaka’ (stedet, hvor man salter fisk) blev grundlagt af fønikerne omkring 8. århundrede før vores tidsregning, og fik sin romerske bylov under kejser Domitian først i 80'erne. Det var i efteråret 1851 at to pottemagere fandt to bronzeplader, der i senantikken var blevet lagt som et låg over et hulrum. De indeholdt bylovene for byerne Malaca (det nuværende Málaga) og Salpensa. Tavlerne, der i dag befinder sig på Madrids arkæologiske museum, måler ca en kvadratmeter hver, og vejer henholdsvis 89 og 35 kilo. Metalværdien er altså meget stor, hvad der forklarer, at tilsvarende tavler er gået tabt ved omsmeltning. 
Efter Romerrigets fald blev Malaga omkring år 400 ramt af store indvandringer og bosættelser fra germanske stammer, især Silinge vandalerne. I begyndelsen af det 8. århundrede begyndte det gotiske monarki at forfalde og fra Nordafrikas kyst begyndte araberne at invadere den Iberiske halvø. Malaga kom under maurisk styre i 743. Malaga blev derefter omdannet til en blomstrende by omgivet af en mur med fem enorme porte.
Málaga rummer bl.a. borgen Alcazaba samt fæstningen Gibralfaro, der stammer fra maurernes tid 711-1487. Maurerne besatte byen i midten af det 15. århundrede, hvilket i høj grad har præget den.
Efter de titulære katolske monarkers erobring af Malaga den 19. august 1487 (den sidste by, der blev erobret var Granada i 1492). Sammen med erobringen var de religiøse samfund grundlæggende for byens vækst, da de genererede integrationen af de omkringliggende forstæder. En stor plads blev for første gang skabt, Hovedtorvet, (i dag Forfatningspladsen) og klostrene Victoria og Trinidad blev grundlagt.
Siden begyndelsen af det 15. århundrede var Málaga et titulærbiskopdømme. I forbindelse med de katolske kongers erobring af kongeriget, blev det gamle bispedømme Málaga fra 1485 genoprettet. Før generobringen 1487 residerede biskoppen af Málaga i Ronda.
I begyndelsen af det 19. århundrede fik byen en byplanlægning, hvor der var en klar forskel mellem det industrielle område og beboelseskvartererne med store villaer og hoteller. Hovedgaderne ’Calle Marqués de Larios' og ‘Alameda' blev åbnet.
I begyndelsen af den Spanske borgerkrig kunne den Anden spanske republik holde stillingen mod de militære oprørere. Men Málaga var fra begyndelsen en frontby og var kun over kystvejen til Almería forbundet med Republikanernes territorium. Som havn for den republiktro spanske marine var byen et vigtigt strategisk mål for begge borgerkrigspartierne og 1937 fandt Slaget om Málaga sted. Derved kom der til en massakre i Málaga. Massakren i Málaga var en massakre som General Francisco Francos nationalister begik mod flygtninge fra Málaga i februar 1937. Flere tusinder mennesker mistede livet. Først efter Francos død, blev hændelsen overvejende behandlet på lokalhistorisk plan. Mens Nationalisterne den 8. februar 1937 nærmede sig Málaga, flygtede over 40.000 fra byen via kystvejen til Almería. Derunder var der 5.000 børn. Tyske flyvemaskiner og to spanske krigsskibe bombaderede kystvejen.
Málaga oplevede mellem 1959 og 1974 en demografisk og økonomisk ekspansion med det store boom i turistbranchen langs solkysten.
Siden 1998 er havnen i Málaga blevet renoveret og udvidet. Trafikken af varer steg fra 2.261.828 tons i 2010 til 5.448.260 tons i 2011.

## Kultur
Byens mest prominente indbygger var maleren Pablo Picasso (f. 1881), og Picasso-museet i Málaga, der åbnede i 2003, er en af de største turistattraktioner i Spanien.
Malagas kunstmuseum Museo de Bellas Artes er indrettet i Palacio de la Aduana. Værkerne er inddelt i to udstillinger – én med kunst fra renæssancen og barokken, og én med mere nutidig kunst.
Byen har et fodboldstadion ved navn La Rosaleda, hvor Málaga CF spiller sine hjemmekampe.

## Seværdigheder
- Alcazabaen i Málaga er en maurisk fæstning, for de mauriske konger af Granada. Fortet kan dateres tilbage til 700-tallet, selvom megen af strukturen er fra midten af det 11. århundrede. Indgangen gennem porten er kendt som Puerta del Christo (Christus dør), hvor den første messe blev fejret efter kristendommens sejr over byen. Fortet var en del af det arabiske Malakas forsvarssystem og knyttet til byens volde, der nu er forsvundet. Oprindelig var en dobbeltmur forbindelsen mellem Alcazabas og det ovenstående borganlæg Castillo de Gibralfaro. Ved foden af Alcazaba befinder der sig ruiner af et amfiteater fra tiden under det Romerske Rige, som delvis kan besigtiges.

- Málaga Katedral (spansk: Santa Iglesia Catedral Basílica de la Encarnación) er en romersk-katolsk katedral opført i renæssancestil. Den ligger på et område tidligere afgrænset af en nu manglende del af den middelalderlige mauriske bymur; rester af bymuren der omgiver den nærliggende Alcazaba samt fæstningsanlægget Gibralfaro. Katedralen blev opført i perioden fra 1528 til 1782 efter planer udfærdiget af Diego de Siloe. Kirkens interiør er også udført i renæssancestil.
- Castillo de Gibralfaro fra begyndelsen af det 14. århundrede, var oprindelig et slot bygget af Yusef den 1. af Granada på en tidligere fønikisk beliggenhed og fyrtårn, hvor fra slottets navn stammer – gebel-faro (fyrtårnets sten). Af dette historiske monument er der i dag kun en række massive fæstningsvolde tilbage.
- Plaza de la Mercedes 17 er maleren Pablo Picassos fødehjem, hvor han boede de første 10 år af sit liv. Der er udstillet en del af hans tegninger og malerier, men museets hovedtema er personen og historien.
- Picasso-museet i Palacio de Buenavista åbnede i 2003 åbnede det som museum med en samling af ca. 200 af hans malerier, tegninger, keramik og skulpturer. Bygningen er en kombination af elementer fra renæssancen og den mauriske stil med moderne arkitektur. I kælderen ses resterne af den ca. 3.000 år gamle fønikiske bymur, som dukkede frem, da paladset blev renoveret. Det kan anbefales at besøge museet om morgenen, da køen efterhånden kan blive lang.
- Jardín Botánico-Histórico La Concepción i den nordlige del af byen, er en park med 3000 indenlandske planter og tropiske vækster.
- Santuario de la Victoria er en kirke fra 1487. Dens vigtigste kendetegn er den store altertavle, der rejser sig over hovedalteret. I kapellet under kirken finder man familiehvælvingen for Buenavistaerne, der var ansvarlige for genopbygningen af kirken i det 17. århundrede.
- Paseo del Parque eller Parque de Málaga, er en botanisk have med et areal på ca. 30.000 m².
- La Malagueta med 14.000 siddepladser er en af Spaniens største tyrefægtningsarenaer. Arenaen kan også besøges, når der ikke er tyrefægtning.
- La Mercardo de Aterazanas er et marked med lokale fødevarer. Der er åbent fra 8 til 14 alle dage på nær søndag. Markedsbygningen er en historisk smedejernsbygning fra 1800-tallet med maurisk facade fra 1300-tallet.
- Teatro Romano er ruinerne af et teater fra romertiden, beliggende i udkanten af Málaga. Teatro Romano blev anvendt helt frem til 1300-tallet. Efter maurernes indtog i Málaga, nedbrød de delvis teatret for at opføre andre bygningsværker, heriblandt Alcazabar. Ruinerne af teatret blev udgravet i 1950’erne.
- El Retiro er en fuglepark ca. 5 km uden for Málagas centrum. Parken er inddelt i tre områder: En fuglepark med ca. 300 fuglearter, de botaniske haver, der er anlagt i engelsk, italiensk og fransk stil, og en historisk park med bl.a. en delfin-fontæne.

## Venskabsbyer
- Vestsahara - El Aaiún
- Portugal - Faro
- USA - Mobile
- Tyskland - Passau
- Libanon - Tyr
- Mexico - Guadalajara

## Kendte personer fra Málaga
- Pablo Picasso boede sine første 10 år i Málaga, inden han med sine forældre flyttede till Barcelona, og siden til Frankrig.
- Antonio Banderas, eller José Antonio Domínguez Banderas (født 10. august 1960 i Málaga), er en spansk skuespiller, som har medvirket i flere højtprofilerede Hollywood-film, og nu bosat i USA.
- Miguel Ángel Jiménez (født 5. januar 1964 i Málaga) er golfspiller.